# Kofi
Kofi, także Kofirock – polski zespół rockowy założony w Nowej Dębie.
Zespół powstał na przełomie 2000/2001. Założycielem grupy jest Dariusz „Daro” Babiarz – były wokalista formacji Holy Dogs, laureata I nagrody jury Festiwalu w Jarocinie 1991. Pierwszy publiczny występ zespołu odbył się na scenie radiowej „trójki” w Studio im. Agnieszki Osieckiej – czerwiec 2001. Był to konkurs „Rock w Jedynce”. Zespół zajął w tej edycji konkursu I miejsce. W lutym 2004 rozpoczął nagrania w tarnowskim studio „Spectrum” nad płytą Absorbing Music, która ukazała się w grudniu 2005 roku. Po wydaniu płyty grupa zawiesiła działalność.
W 2010 zespół w nowym składzie rozpoczął próby nad nowym muzycznym materiałem. W 2014 grupa nagrała teledysk do utworu „Miejski gniew”. Na przełomie 2014 i 2015 roku nastąpiła kolejna reorganizacja składu. Do zespołu powrócili gitarzysta Konrad Magda oraz basista Grzegorz Pawelec, na perkusji gra Arkadiusz Rębisz. Owocem tej współpracy jest kolejny album zatytułowany Sex Club wydany w czerwcu 2016.

## Skład
aktualny
- Dariusz „Daro” Babiarz – śpiew, gitara
- Konrad „Madziar” Magda – gitara (2000–2003, od 2015)
- Grzegorz „Getos” Pawelec – gitara basowa (2000–2005, od 2015)
- Arkadiusz Rębisz – perkusja (od 2015)

byli członkowie
- Andrzej „Szprot” Paprot – gitara (2004–2005)
- Robert „Filip” Filipiuk – perkusja (2000–2005)
- Piotr Michalczuk – gitara basowa (2010–2012)
- Andrzej Kosiorowski – gitara basowa (2012–2014)
- Jarosław Krudysz – gitara (2010–2014)
- Marcin Zieliński – gitara (2010–2014)
- Klaudiusz Wolski – perkusja (2010–2014)
- Tomasz Mrzygłód – perkusja (2005–2006)

## Dyskografia

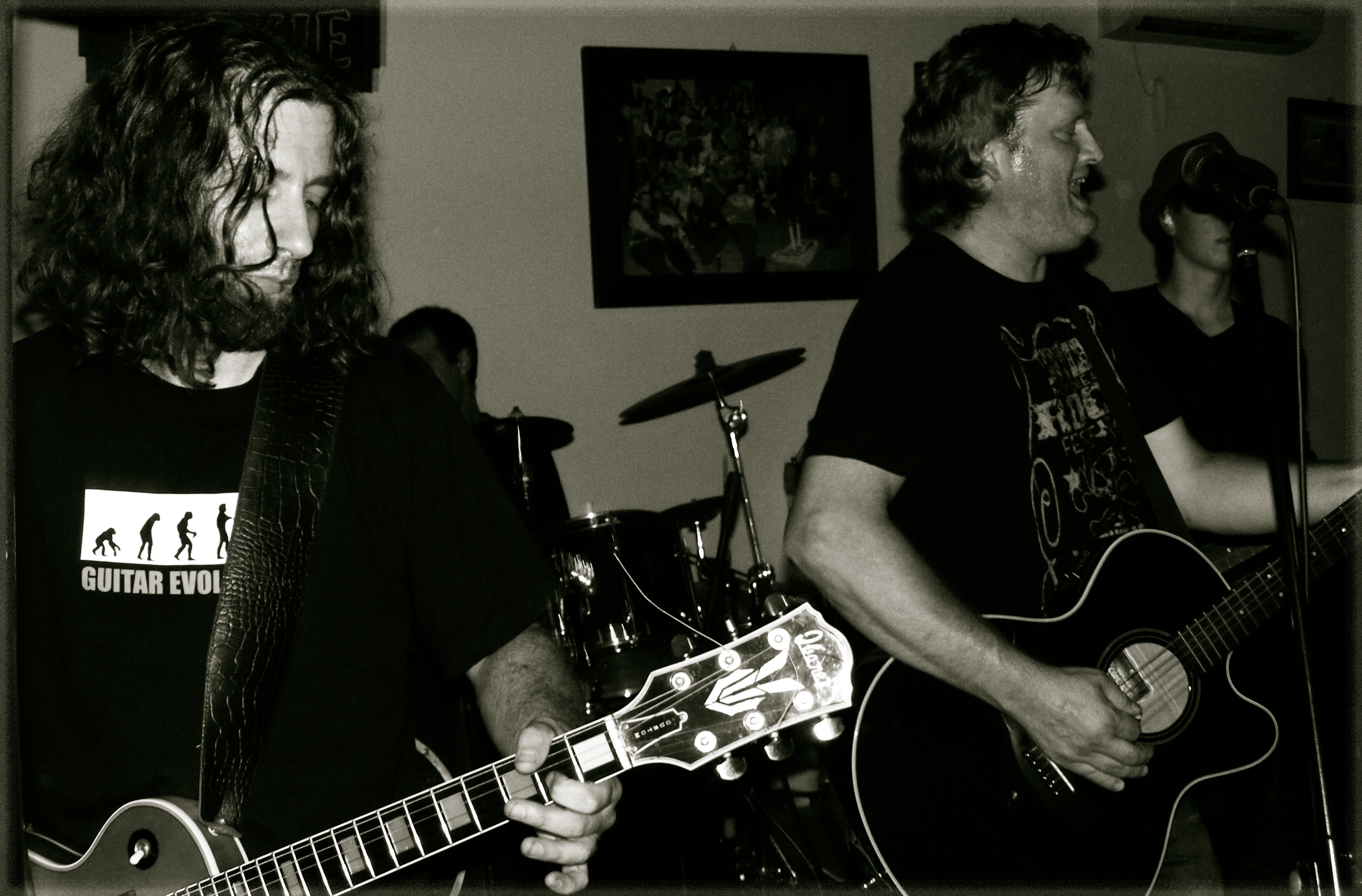
Kofi (2011)

- Absorbing Music (2005, Kofi Rock Records)[7][8]
- Sex Club (2016)[6][9]

## Teledyski
- „Miejski gniew”[4]
- „Niebo pełne bzdur”[6]